# Betjordloppa
Betjordloppa (Chaetocnema concinna) är en skalbaggsart som först beskrevs av Thomas Marsham 1802.  Betjordloppa ingår i släktet Chaetocnema och familjen bladbaggar. Arten är reproducerande i Sverige. Inga underarter finns listade i Catalogue of Life.

## Bildgalleri

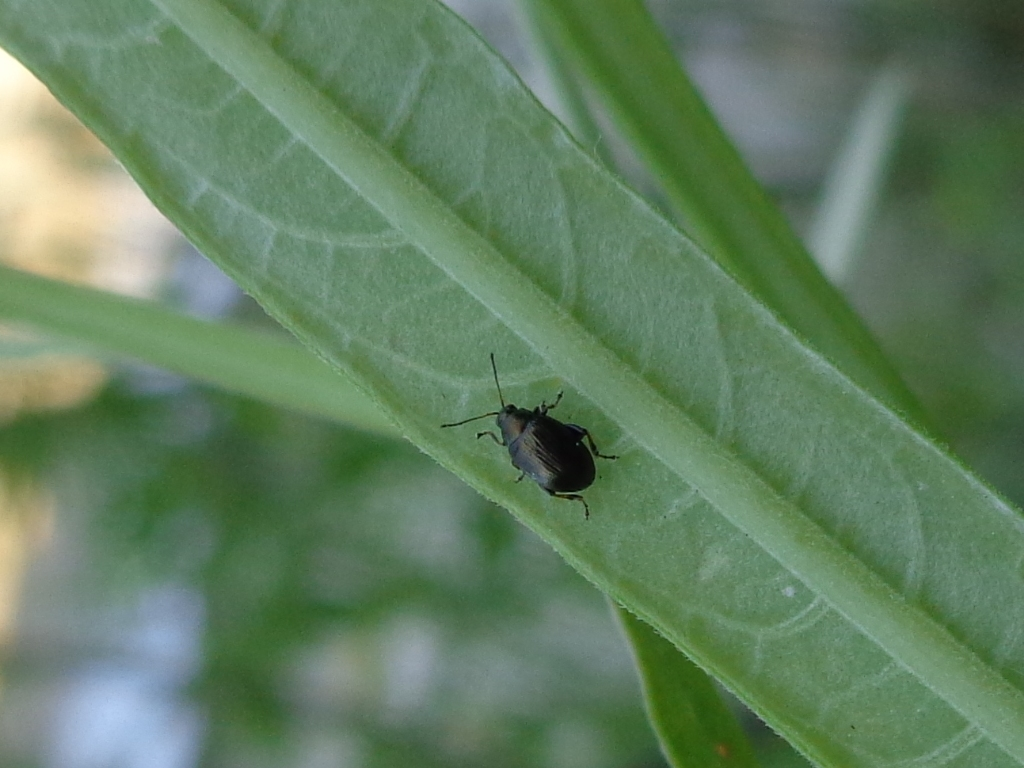